# بودریعه بن یاجیس
بودریعه بن یاجیس (به عربی: بودریعة بن یاجیس) یک شهرداری در الجزایر است که در استان جیجل واقع شده‌است. بودریعه بن یاجیس ۱۰٬۳۵۲ نفر جمعیت دارد.